# USS LST-58
O USS LST-58 foi um navio de guerra norte-americano da classe LST que operou durante a Segunda Guerra Mundial.